# 뉴캐슬어폰타인
뉴캐슬어폰타인(영어: Newcastle upon Tyne)은 영국 잉글랜드 북동부 타인 위어 주에 위치한 대학 도시이며, 줄여서 뉴캐슬이라고도 한다. 도시의 역사는 로마 제국의 요새에서 시작되는데, 11세기 스코틀랜드의 침략자들로부터 방어하기 위해 새로운 성채를 지었기 때문에 지금과 같은 이름이 붙었다. 영국 산업혁명의 중심도시 가운데 한 곳이다. 타인강 하구에서 13km 떨어진 상류지역의 북안에 자리잡고 있다.

## 역사

### 고대 로마 시대
기록에 따르면 현재의 뉴캐슬에 해당하는 지역은 로마의 요새 폰스 아엘리우스(Pons Aelius)였다. 타인강 주변에 형성된 이 요새는 기원후 2년 로마의 황제 하드리아누스가 지은 것으로 알려져 있다. 하드리아누스의 성인 아엘리우스(Aelius)에서 비롯된 요새의 이름이 그 주장을 뒷받침한다. 학자들은 하드리아누스가 그의 브리튼 원정에서 직접 이 지역을 방문했을 것이라고 추정한다. 당시 폰스 아엘리우스의 인구는 약 2,000명이었다. 유적으로 남아있는 하드리아누스 방벽은 북쪽에 거주하던 픽트인으로부터 지역을 방어하기 위해 지어졌다.

### 앵글로색슨인과 노르만인
410년, 고대 로마의 브리튼 철수 이후 뉴캐슬은 강력했던 노섬브리아 왕국으로 흡수된다. 이 때의 이름은 몽크체스터(Monkchester)로 알려져 있다.
876년 벌어진 데인인과의 충돌은 타인강 일대의 정착지를 폐허로 만들었다.

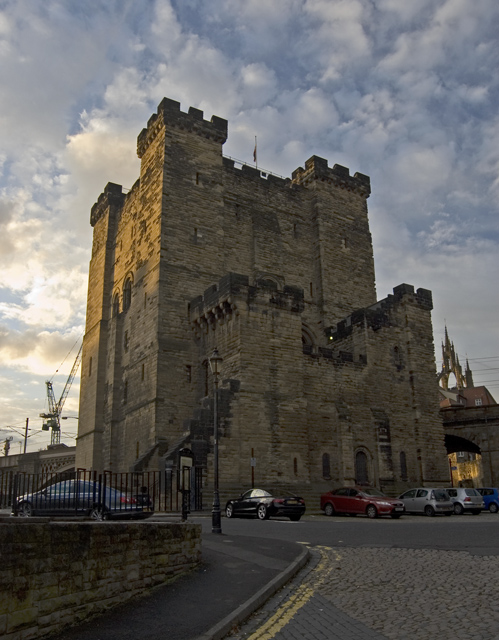
도시에서 가장 오래된 구조물인 뉴캐슬 성의 모습

1080년, 윌리엄 2세는 지정학적 우위를 점하기 위해 목조 성채를 건설한다. 이후 새로운 성이라는 의미의 뉴 캐슬(New Castle) 혹은 노붐 카스텔룸(Novum Castellum)으로 불리게 된다. 1087년, 목조 구조물은 돌로 만든 성으로 대체된다. 1088년의 반란에서 윌리엄 1세의 이복형제였던 바이유 주교 오도(Odo of Bayeux)는 몽크체스터를 파괴하였다. 파괴된 성은 1172년 헨리 2세의 통치 기간 동안 재건된다. 이때 형성된 도시의 모습은 현재까지 많은 부분에서 보여진다.

### 중세
뉴캐슬은 중세 잉글랜드의 북단을 방어하는 요새로써 기능했다. 13세기에는 스코틀랜드인을 차단하기 위해 7.6미터 높이의 석조 방벽이 건설되었다. 14세기 동안 뉴캐슬은 세 차례에 걸쳐 스코틀랜드 침입자들을 막아내는데 성공했다.

### 16세기부터 19세기까지

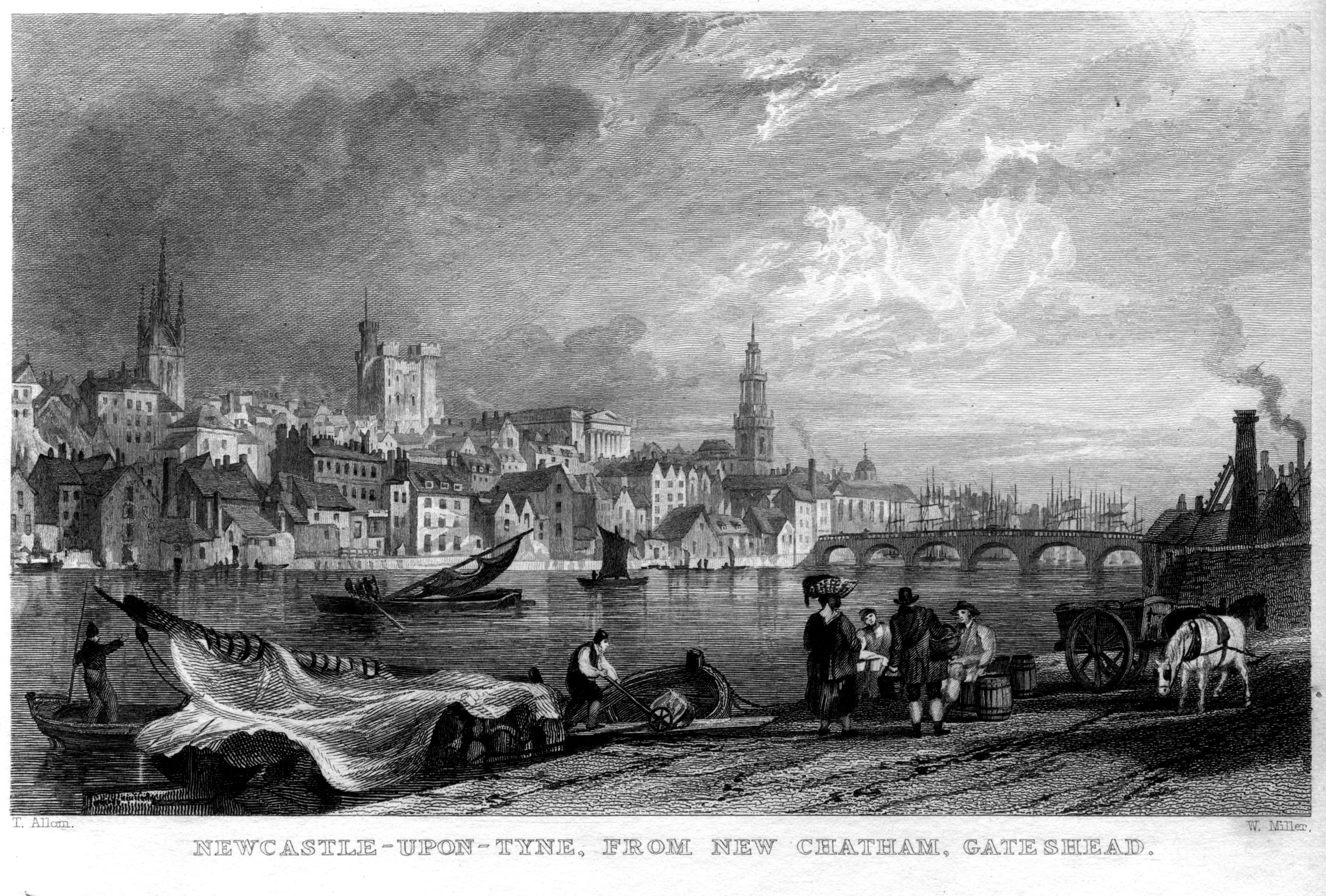
1832년의 뉴캐슬을 묘사한 판화

1530년 영국 왕실은 타인사이드의 석탄을 뉴캐슬 키사이드로 운반하는데 규제를 가한다. 규제는 뉴캐슬 지역의 석탄 카르텔에게 사업을 독점할 기회를 열어주는 것이었다. 이는 뉴캐슬이 주요 지역으로 성장하는데 도움을 주었다. 1538년에는 '석탄 지고 뉴캐슬간다'라는 속담이 처음 문헌에 등장한다.
1630년대에는 전체 인구 20,000명 중 약 7,000명 가량이 흑사병으로 사망하였다. 그렇게 도시의 방어력이 극도로 약화된 시기에, 마침 잉글랜드의 찰스1세가 펼친 종교정책에 반발한 스코틀랜드가 침공하여 뉴캐슬을 점령한다. (2차 주교전쟁) 그 평화협상 중에 스코틀랜드가 찰스1세를 제껴놓고 잉글랜드의 의회주의자들과 협상을 주도하는 과정에서 세력을 잡게 된 것이 저 유명한 장기의회(Long Parliament)이다.
18세기 뉴캐슬은 런던, 옥스퍼드, 케임브리지에 이어 영국에서 4번째로 큰 인쇄 산업 중심지였다. 또한 고급 플린트 유리의 생산지로 명성을 떨치게 된다.
1882년 뉴캐슬은 도시(City)로 승격된다. 19세기 뉴캐슬의 주요 성장동력은 조선산업과 중공업이었으며, 산업혁명의 중심역할을 했다. 산업혁명은 뉴캐슬의 도시화를 촉진시키고 현대식 기반 시설의 건설과 많은 발명품의 탄생을 불러왔다. 1842년에 4km 길이의 빅토리아 터널이 완공되었고 1879년 2월에는 모슬리 가(Mosley Street)에 가로등이 등장했다. 광부들을 위한 대비 안전등(Davy lamp), 비-로(Be-Ro) 밀가루, 최초의 현대식 스팀 터빈 그리고 널리 알려진 로버트 스티븐슨의 증기 기관차가 뉴캐슬에서 탄생하였다.

## 지리
뉴캐슬은 잉글랜드 동북부의 타인 위어 주에 속하며 역사적으로는 노섬벌랜드주의 일부였다. 도시는 타인강의 북서쪽 강둑에 자리잡고 있으며 스코틀랜드 국경에서 남쪽으로 74km 떨어져 있다. 지질학적으로는 석탄기에 형성된 미들 페나인 협탄층 위에 세워졌다고 알려져 있다.

### 도시 계획

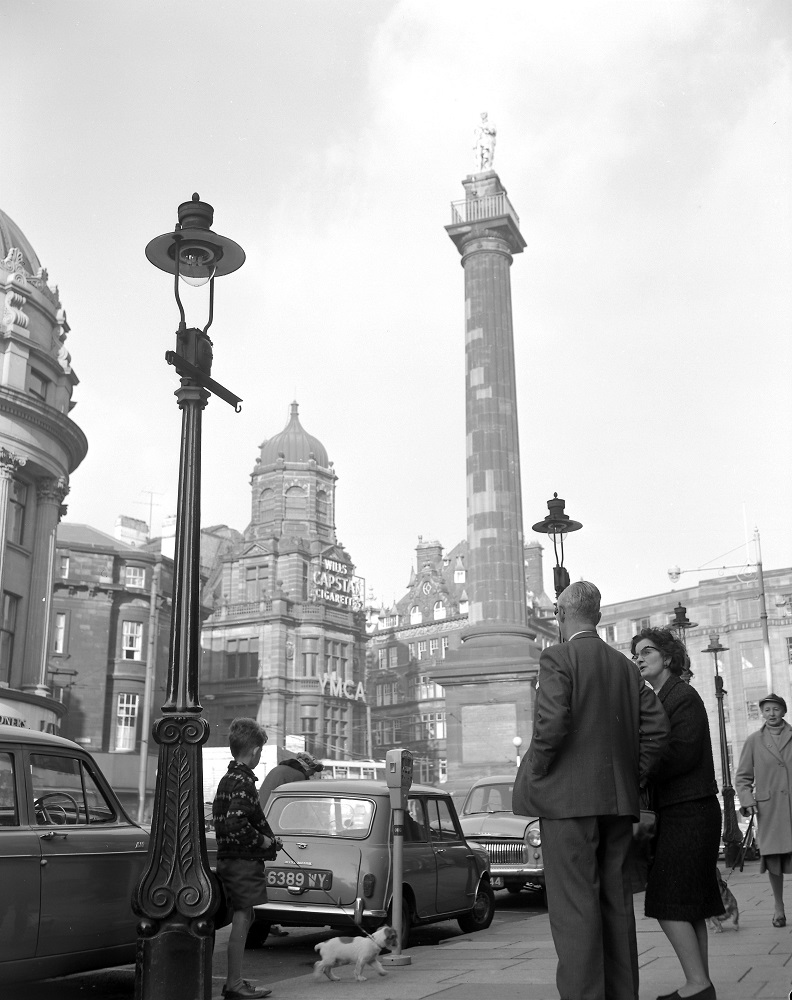
그레이 동상, 1963년

뉴캐슬은 중세 시대의 도시 구조를 상당 부분 유지해오고 있다. 리버사이드 지역에는 체어스(Chares)라고 일컫는 차량이 지나갈 수 없는 좁은 골목길이 다수 남아있다. 14세기 경 문헌에 처음 등장한 리버사이드의 계단과 성채 중심부는 원래 모습 그대로 보존되어 있다. 샌드힐과 키사이드 지역에는 15세기에서 18세기 사이 지어진 고전 건축물들이 남아 있다.
도시의 중심가인 그레인저 타운에는 찰스 그레이와 1832년 개혁 법안을 기념하는 기념탑과 그를 둘러싼 244채의 등록문화재 건물이 있다.
혁신적인 기술력을 바탕으로 지어진 게이츠헤드 밀레니엄 브리지는 키사이드의 옛 구시가지와 게이츠헤드의 문화 시설을 연결한다. 건축가 노먼 포스터가 설계한 세이지 게이츠헤드, 제분소에서 미술관으로 탈바꿈한 발틱 현대미술관 등 많은 관광지까지 걸어서 닿을 수 있다.

### 기후
뉴캐슬은 영국에서 가장 건조한 도시들 중 하나로 손꼽힌다. 기록된 최고기온은 1990년 8월의 32.5 °C이며 최저기온은 1982년 1월의 −12.6 °C이다. 주변 지역에 비해 따뜻하지만 대체적으로 서늘하고 추운 날씨를 보인다. 뉴캐슬의 여름 일조 시간은 영국의 모든 주요 도시들 가운데 가장 길다. 도시의 위도는 덴마크의 수도 코펜하겐과 거의 같고 스웨덴 남부 지역과 비슷하다.
| 뉴캐슬의 기후            | 뉴캐슬의 기후 | 뉴캐슬의 기후 | 뉴캐슬의 기후 | 뉴캐슬의 기후 | 뉴캐슬의 기후 | 뉴캐슬의 기후 | 뉴캐슬의 기후 | 뉴캐슬의 기후 | 뉴캐슬의 기후 | 뉴캐슬의 기후 | 뉴캐슬의 기후 | 뉴캐슬의 기후 | 뉴캐슬의 기후 |
| 월                       | 1월           | 2월           | 3월           | 4월           | 5월           | 6월           | 7월           | 8월           | 9월           | 10월          | 11월          | 12월          | 연간          |
| ------------------------ | ------------- | ------------- | ------------- | ------------- | ------------- | ------------- | ------------- | ------------- | ------------- | ------------- | ------------- | ------------- | ------------- |
| 역대 최고 기온 °C (°F)   | 14.0 (57.2)   | 14.0 (57.2)   | 21.0 (69.8)   | 21.0 (69.8)   | 25.0 (77.0)   | 26.0 (78.8)   | 37.0 (98.6)   | 32.5 (90.5)   | 21.0 (69.8)   | 20.0 (68.0)   | 18.0 (64.4)   | 15.0 (59.0)   | 37.0 (98.6)   |
| 일평균 최고 기온 °C (°F) | 6.6 (43.9)    | 7.2 (45.0)    | 9.5 (49.1)    | 11.9 (53.4)   | 15.0 (59.0)   | 17.6 (63.7)   | 20.1 (68.2)   | 19.8 (67.6)   | 17.2 (63.0)   | 13.3 (55.9)   | 9.4 (48.9)    | 6.7 (44.1)    | 12.9 (55.2)   |
| 일일 평균 기온 °C (°F)   | 3.8 (38.8)    | 4.1 (39.4)    | 5.9 (42.6)    | 7.8 (46.0)    | 10.6 (51.1)   | 13.3 (55.9)   | 15.6 (60.1)   | 15.4 (59.7)   | 13.1 (55.6)   | 9.8 (49.6)    | 6.4 (43.5)    | 3.9 (39.0)    | 9.2 (48.6)    |
| 일평균 최저 기온 °C (°F) | 0.9 (33.6)    | 0.9 (33.6)    | 2.3 (36.1)    | 3.7 (38.7)    | 6.1 (43.0)    | 9.0 (48.2)    | 11.1 (52.0)   | 11.0 (51.8)   | 9.0 (48.2)    | 6.3 (43.3)    | 3.4 (38.1)    | 1.1 (34.0)    | 5.4 (41.7)    |
| 역대 최저 기온 °C (°F)   | −12.6 (9.3)   | −3.0 (26.6)   | −9.0 (15.8)   | −2.0 (28.4)   | −1.0 (30.2)   | 1.0 (33.8)    | 6.0 (42.8)    | 3.0 (37.4)    | 0.0 (32.0)    | −5.0 (23.0)   | −11.0 (12.2)  | −14.0 (6.8)   | −14.0 (6.8)   |
| 평균 강우량 mm (인치)    | 52.3 (2.06)   | 41.8 (1.65)   | 44.6 (1.76)   | 52.7 (2.07)   | 44.2 (1.74)   | 55.4 (2.18)   | 54.0 (2.13)   | 60.8 (2.39)   | 55.4 (2.18)   | 60.9 (2.40)   | 72.0 (2.83)   | 57.0 (2.24)   | 651.1 (25.63) |
| 평균 강우일수 (≥ 1.0 mm) | 11.4          | 9.3           | 9.7           | 9.5           | 9.2           | 9.7           | 9.0           | 9.6           | 9.3           | 11.3          | 12.3          | 11.7          | 122           |
| 평균 월간 일조시간       | 58.6          | 80.3          | 115.5         | 150.3         | 181.7         | 164.8         | 172.3         | 167.3         | 134.5         | 102.8         | 66.4          | 51.2          | 1,445.4       |
| 출처: 영국 기상청        |               |               |               |               |               |               |               |               |               |               |               |               |               |

## 인구
ONS가 발표한 통계에 따르면 2015년 현재 뉴캐슬 도심의 인구는 293,000명이다. 노스타인사이드(인구 약 202,000명), 사우스타인사이드(인구 약 149,000명) 그리고 게이츠헤드(인구 약 201,000명)는 뉴캐슬과 함께 인구 88만 명의 타인사이드 광역 도시권을 형성한다.
같은 통계에 따르면 뉴캐슬 인구의 평균 연령은 37.8세이다 (영국 평균 38.6세). 도시에 거주하는 많은 시민들은 스코틀랜드계 혹은 아일랜드계 조상을 가졌다. 적은 숫자이지만 중국인, 유대인, 동유럽인도 볼 수 있다. 뉴캐슬에 위치한 대학에서 중국 학생들을 받아 도시에서 중국인 학생을 볼 수 있다. 국제이주기구는 뉴캐슬에 최소 500명에서 최대 2,000명에 달하는 볼리비아인들이 거주하고 있다고 추산했다. 이는 영국 내 도시들 가운데 가장 많은 숫자이다.
영국의 여타 도시들처럼 뉴캐슬에는 다양한 출신배경과 서로 다른 이념을 가진 사람들이 공존한다. 인구의 70.6%는 크리스천이며 6.2%는 무슬림이다. 16%가 넘는 사람들은 종교가 없다.
| 뉴캐슬의 연도별 인구 변화 | 뉴캐슬의 연도별 인구 변화 | 뉴캐슬의 연도별 인구 변화 |
| 연도                      | 인구                      | 인구                      |
| ------------------------- | ------------------------- | ------------------------- |
| 1801                      | 33,322                    | 33322                     |
| 1851                      | 80,184                    | 80184                     |
| 1901                      | 246,905                   | 246905                    |
| 1911                      | 293,944                   | 293944                    |
| 1921                      | 309,820                   | 309820                    |
| 1931                      | 326,576                   | 326576                    |
| 1941                      | 333,286                   | 333286                    |
| 1951                      | 340,155                   | 340155                    |
| 1961                      | 323,844                   | 323844                    |
| 1971                      | 308,317                   | 308317                    |
| 1981                      | 272,923                   | 272923                    |
| 1991                      | 277,723                   | 277723                    |
| 2001                      | 259,573                   | 259573                    |
| 2011                      | 292,200                   | 292200                    |

### 인종
2011년의 조사에 따르면 뉴캐슬의 인종 구성은 다음과 같다:
- 영국 백인: 81.3%
- 서남아시아인: 7.7%
- 기타 백인: 3%
- 흑인: 2.0%
- 중국인: 2.2%
- 혼혈: 1.6%
- 기타: 1.5%

### 방언
조디(Geordie)는 뉴캐슬과 그 주변부의 사람들을 부르는 애칭이자 방언의 명칭이다. 조디는 영국의 다른 지역에서 사용되지 않는 발음과 어휘를 일부 가지고 있다. 상당수는 로마 제국의 통치가 끝난 뒤 잉글랜드를 지배한 앵글로색슨인의 언어에 뿌리를 두었다. 타 지역의 방언들이 라틴어, 노르만 프랑스어 등 외국어의 영향을 강하게 받은 것과 달리 조디는 옛 영어의 형태를 어느정도 보존하고 있다. 예를 들어, "dead", "house" 그리고 "strong"등의 단어는 "deed", "hoos" 그리고 "strang"처럼 발음된다. 특히, 조디가 아니면 헷갈릴 수 있는 단어는 "lunch"이다. 대부분 조디들은 점심을 "dinner"라 부른다. 따라서, 같은 영국인이라도 조디가 아닌 이상 헷갈릴 수 있다. 현대 영어에서 "child"와 "home"을 의미하는 "Bairn"과 "hyem"은 스칸디나비아 지역의 언어에 어원을 둔 단어의 좋은 예시다. 네덜란드어에서 유래한 단어들도 존재한다.

## 문화

### 유흥

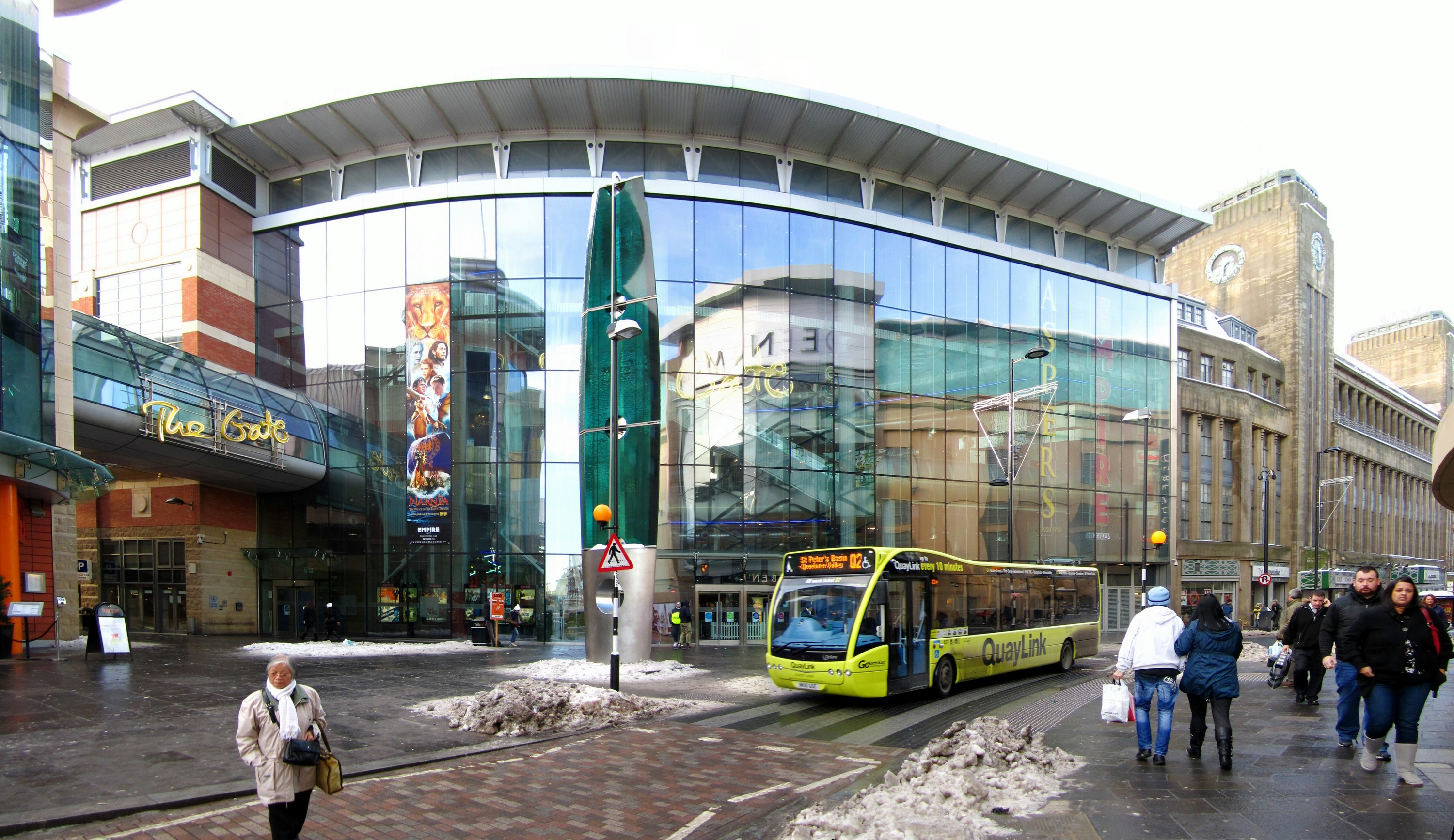
더 게이트(The Gate)는 널리 알려진 뉴캐슬의 복합 유흥공간이다.

트립어드바이저의 여행자들이 선정한 유럽에서 가장 인기있는 유흥도시에서 런던과 베를린에 이어 유럽 내 3위, 세계 순위 7위를 기록하였다. 도심의 키사이드 지역에는 펍, 바, 나이트클럽이 즐비해있다. 시내에 대학이 있어 저렴한 맥주 가격 형성에 도움을 주었다. 영국 파인트 사이즈 기준으로 가격은 보통 1~2파운드(원화 1,500원 ~3,000원) 사이이다.

### 식문화

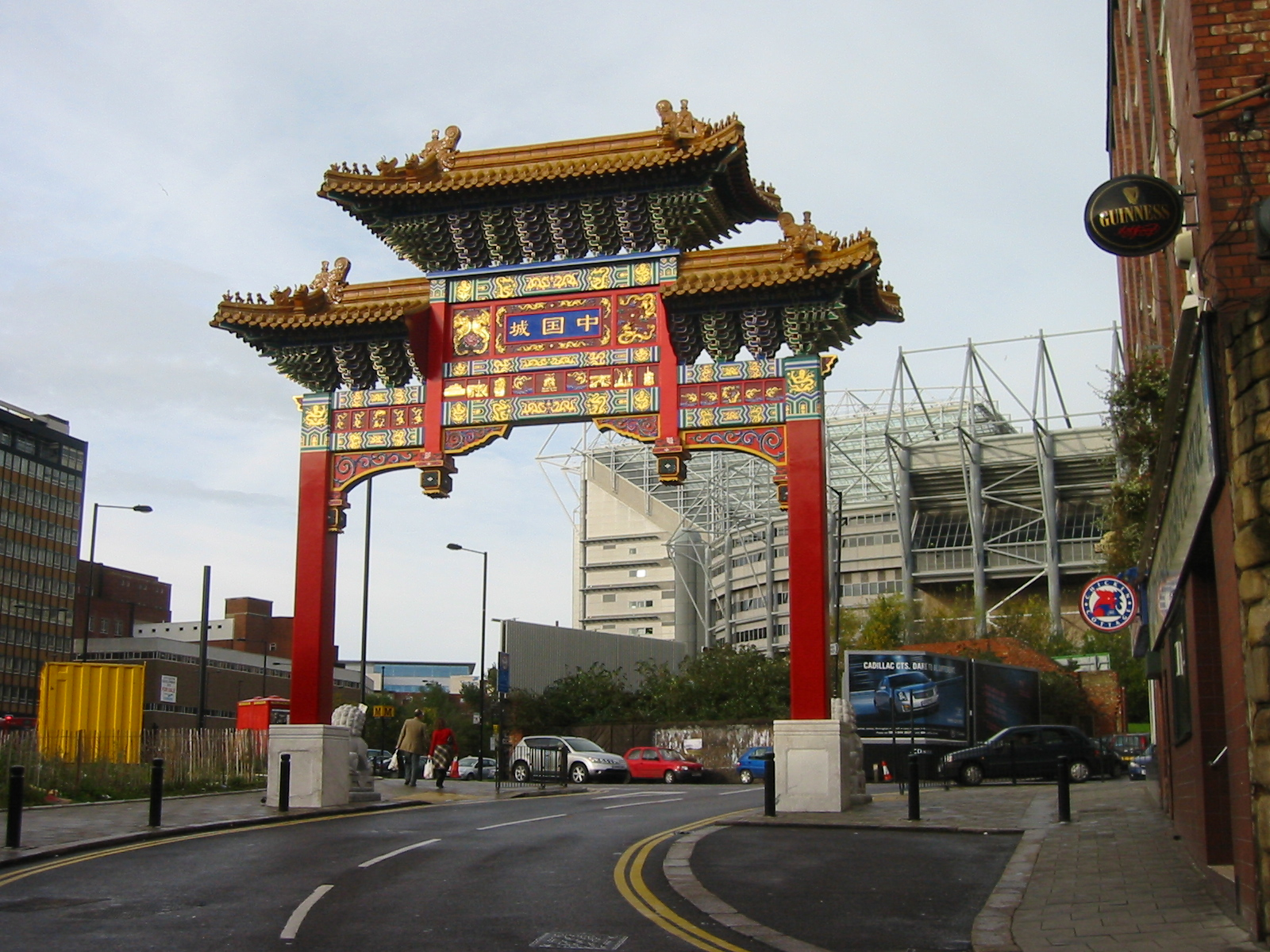
뉴캐슬 차이나타운의 아치

이탈리아식, 프랑스식, 인도식, 페르시안식, 레바논식, 베트남식, 중국식, 멕시코식, 폴란드식, 말레이시아식, 몽골식, 모로코식 식당이 있는 뉴캐슬은 차이나타운이 있는 영국의 7개 도시들 중 한 곳이다. 차이나타운의 식당들은 관동 지방 출신의 중국인들이 주로 운영한다. 최근 명성 있는 요리사들이 차린 고급 식당들이 증가 추세에 있다. 또한 이 도시에서 탄생한 뉴캐슬 브라운 에일은 영국에서 전국적인 인기를 끌었다.

### 문학
시인 톰 피커드(Tom Pickard)가 운영하는 모던 타워(Morden Tower)는 북동부 시 문학의 중심이며, 릿 앤 필(Lit & Phil)은 런던 밖에서 가장 큰 독립 도서관이다. 15만권이 넘는 책, 10,000장이 넘는 LP를 보유하고 있다. 세븐 스토리(Seven Stories)는 2005년 개관한 아동 도서 박물관이다.

### 음악
1960년대 전성기를 구가하던 그룹 애니멀스(The Animals)와 스팅, 다이어 스트레이츠, 맥시모 파크의 고향이다. 듀란 듀란의 리드 기타리스트였던 앤디 테일러, AC/DC의 브라이언 존슨이 이 곳 출신이다. 마크 노플러의 곡 〈Why Aye Man〉은 마거릿 대처가 집권하던 시절 경제난으로 인해 일자리를 찾아 독일로 떠난 뉴캐슬 출신 이민자들의 이야기를 다룬다.

## 스포츠

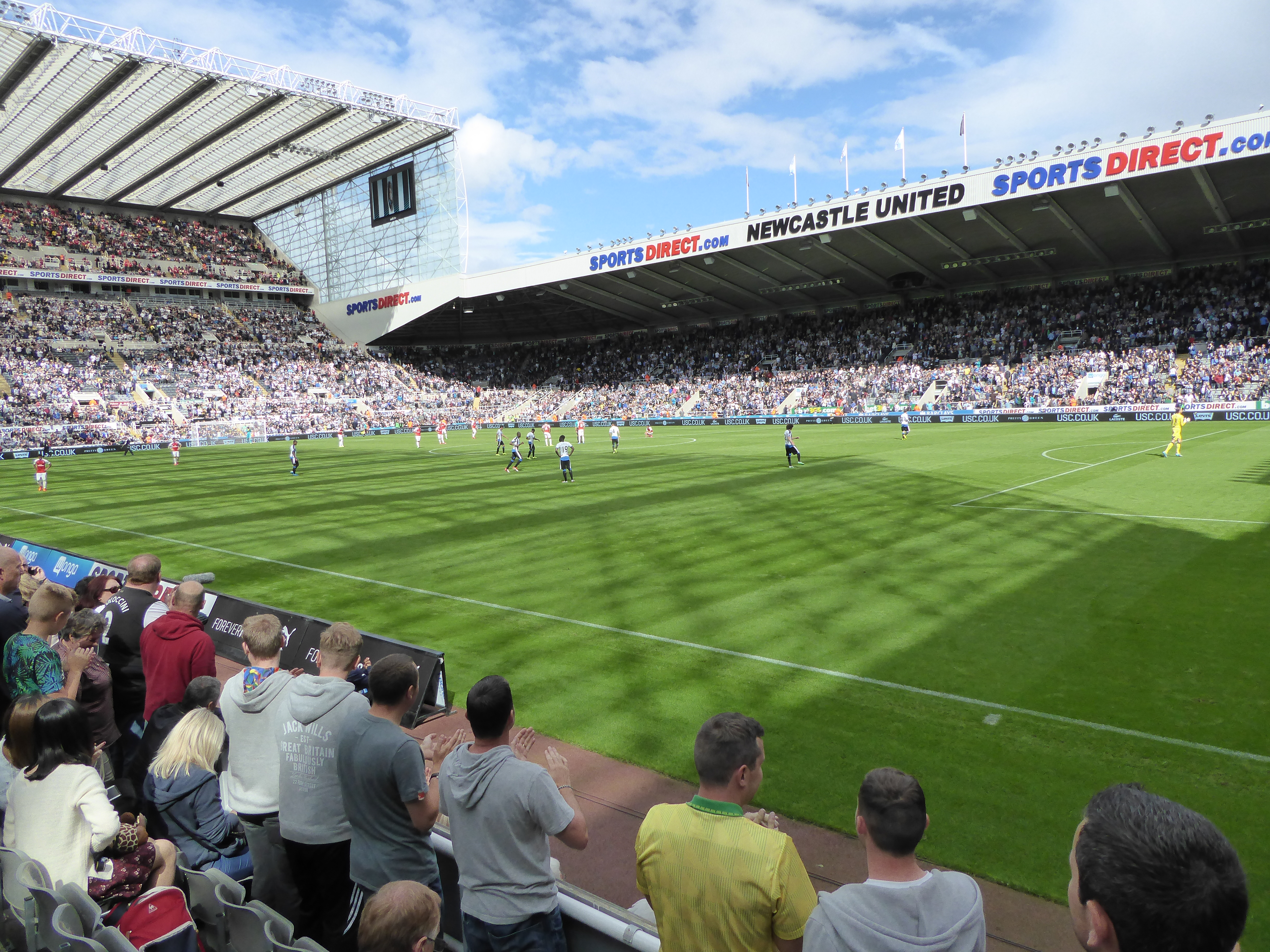
세인트 제임스 파크의 관중석

오랜 스포츠 역사를 가진 뉴캐슬어폰타인은 뉴캐슬 유나이티드 FC의 연고지이다. 영국에서 7번째로 큰 축구 경기장인 세인트 제임스 파크는 52,000명이 넘는 관중을 수용한다.
뉴캐슬 유나이티드와 선덜랜드 AFC의 경기는 타인 위어 더비로 불리며 오랜 갈등의 역사와 함께 치열하기로 악명 높다.

## 교육
74개교의 초등학교와 20개교의 중학교 그리고 뉴캐슬 대학교와 노섬브리아 대학교가 위치해 있다.
뉴캐슬 대학교는 2000년 선데이 타임스가 뽑은 올해의 대학교 상을 수상했다.

## 출신 인물

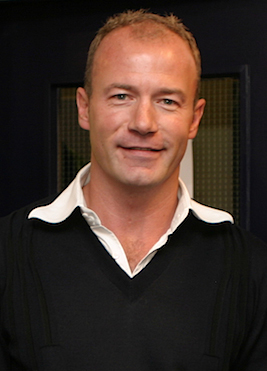
뉴캐슬 유나이티드의 전설적인 축구선수이자 프리미어리그 역대 최다 득점왕 앨런 시어러
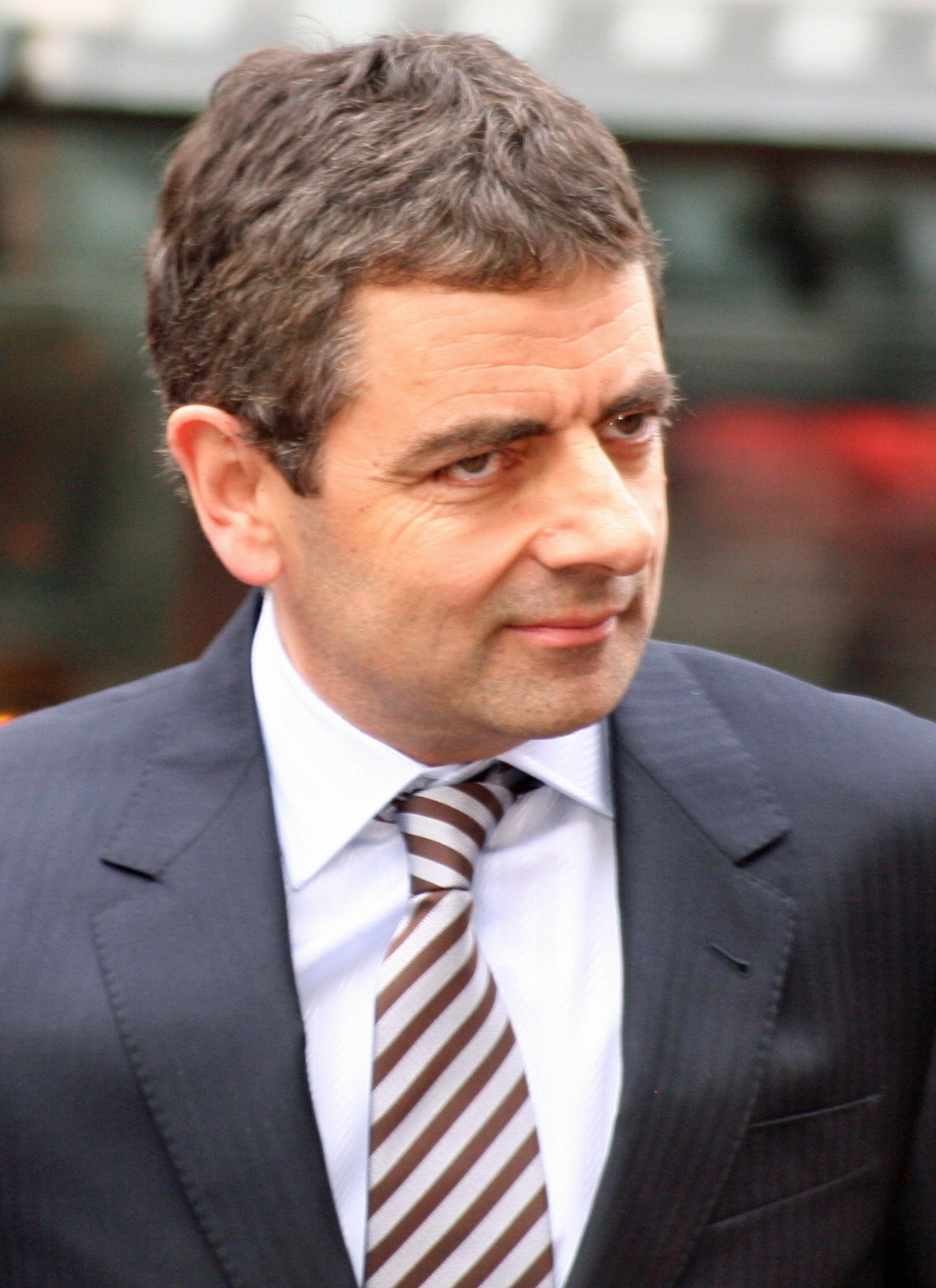
미스터 빈(Mr.Bean)을 연기한 로완 앳킨슨
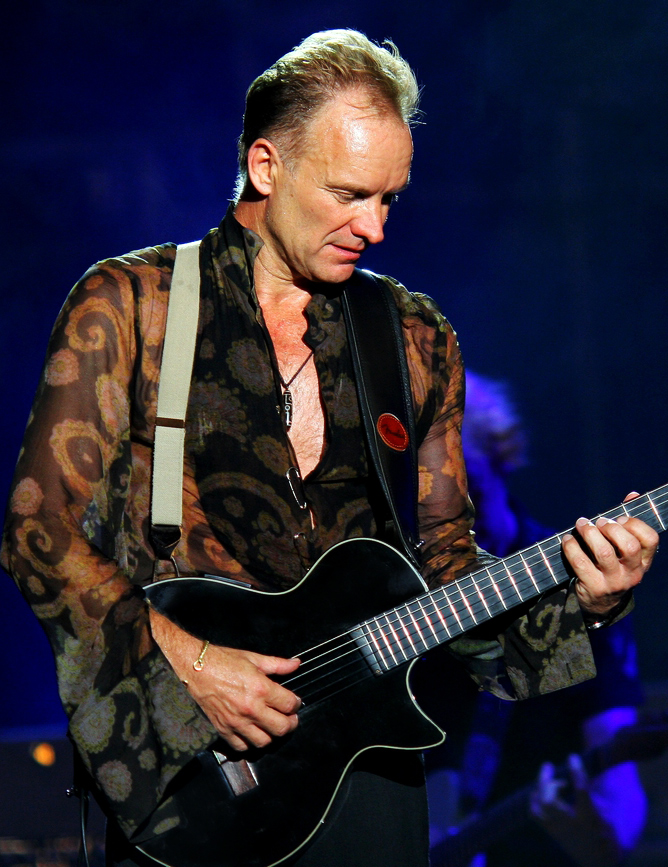
록 밴드 폴리스의 리드 싱어 스팅
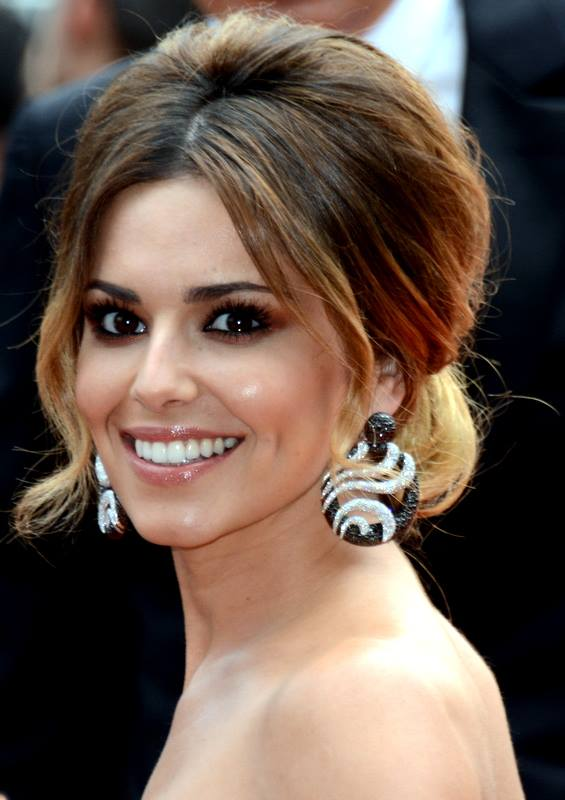
걸스 얼라우드의 셰릴
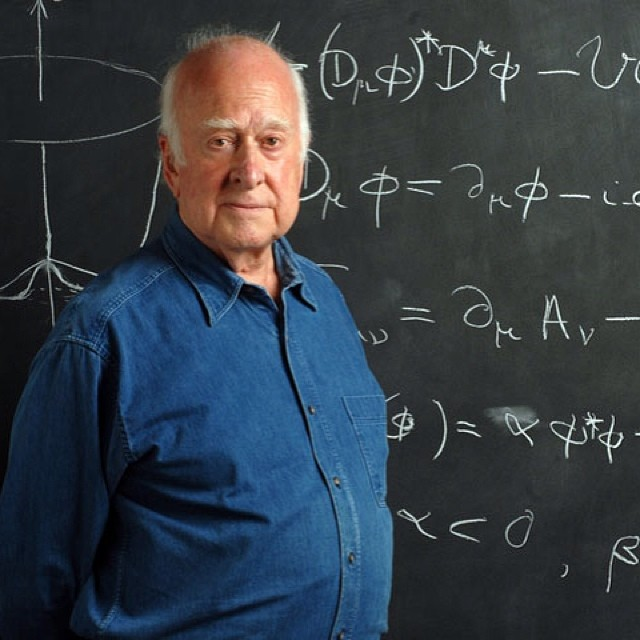
노벨 물리학상을 수상한 이론물리학자 피터 힉스
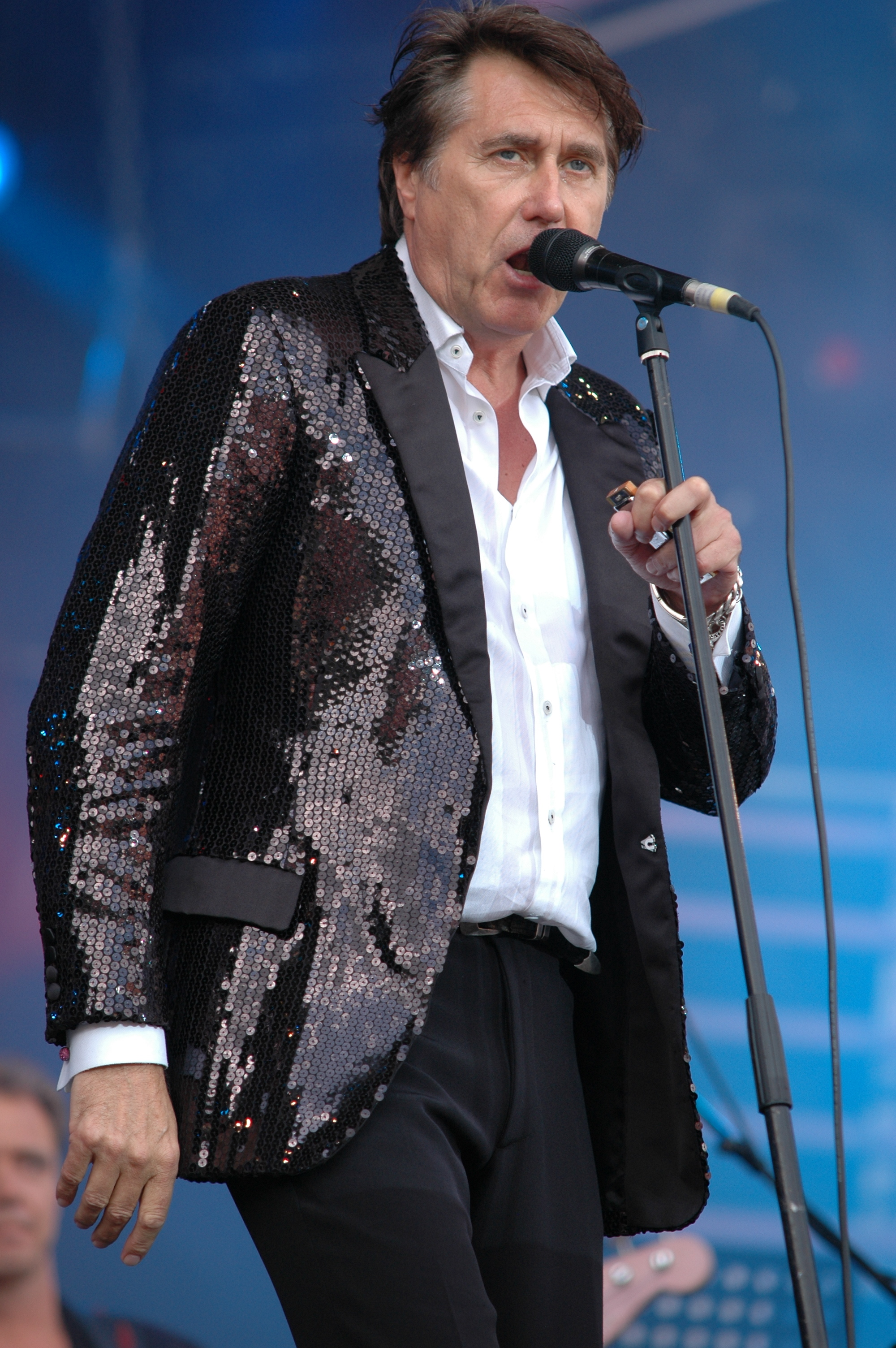
록시 뮤직의 브라이언 페리
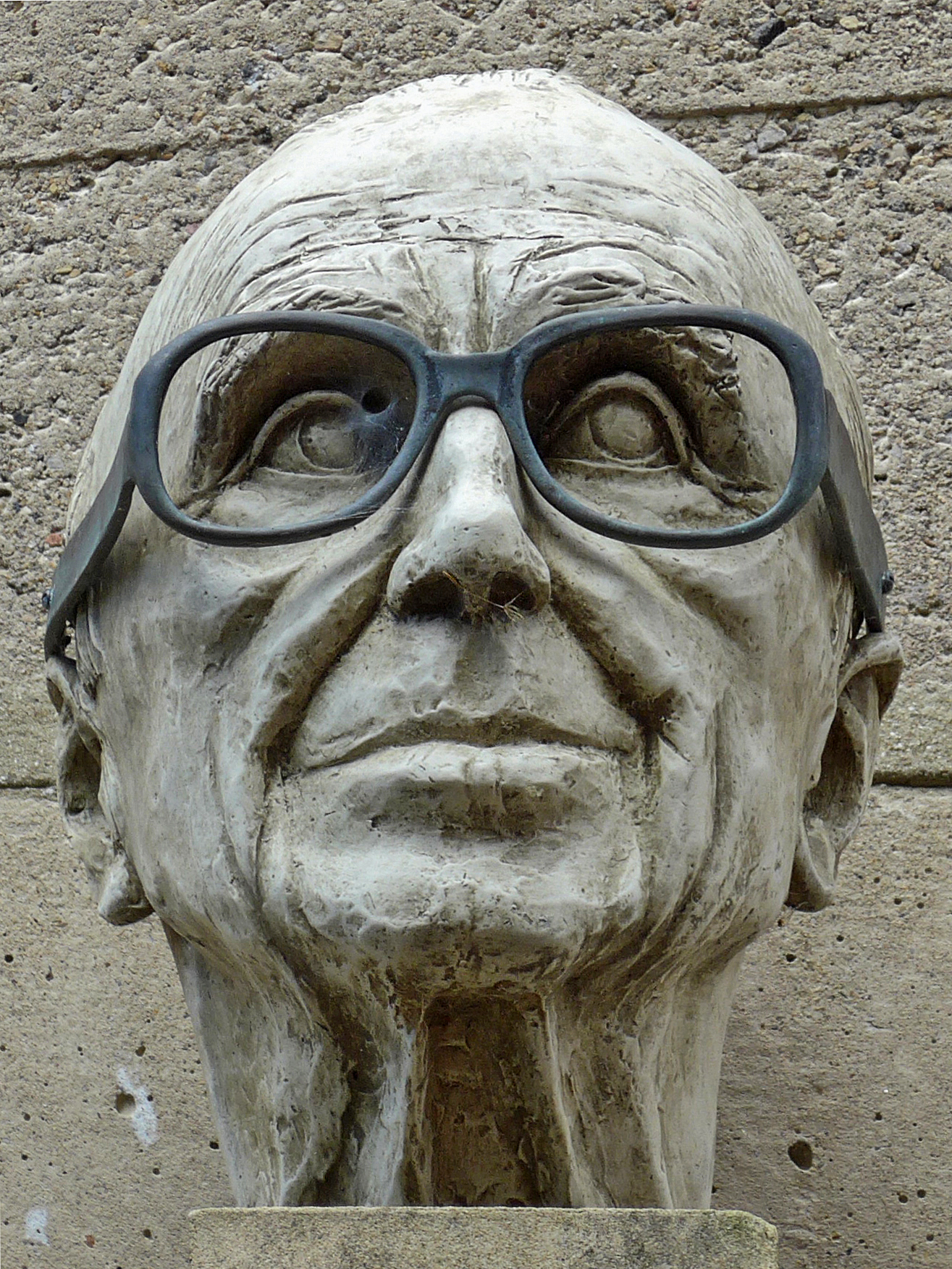
건축공학자 오베 아럽
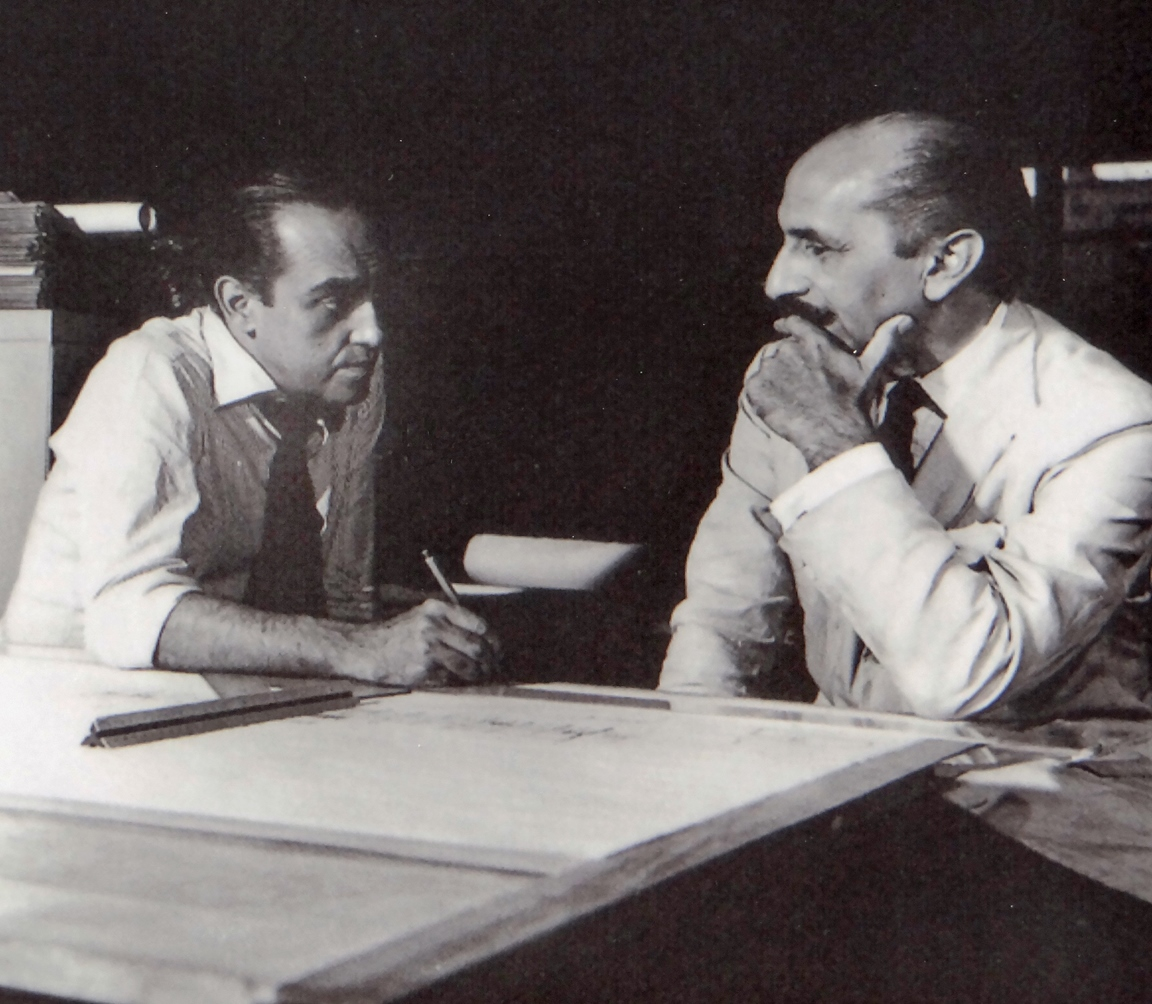
건축가 루시우 코스타 (사진 오른쪽)
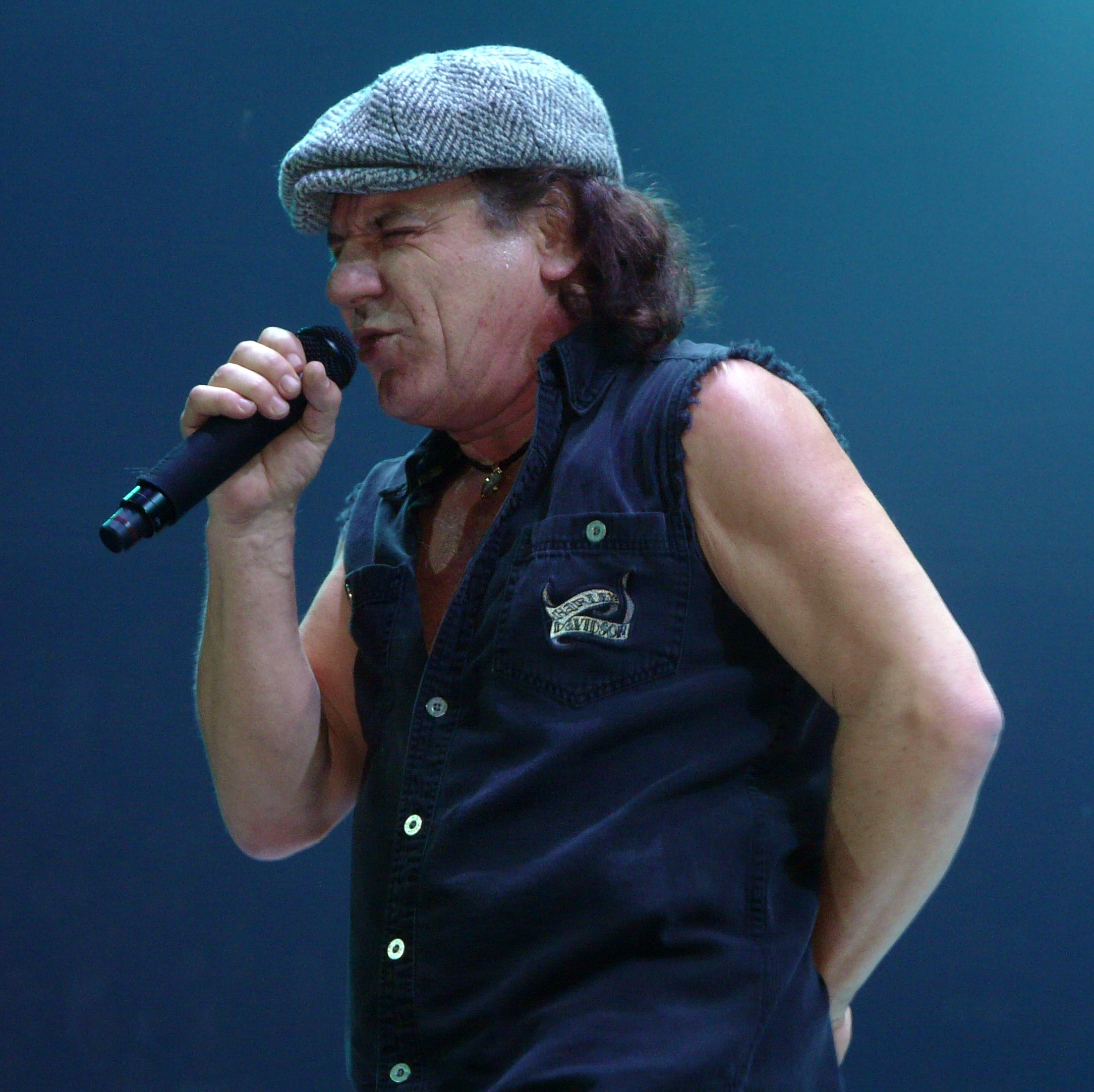
AC/DC의 브라이언 존슨
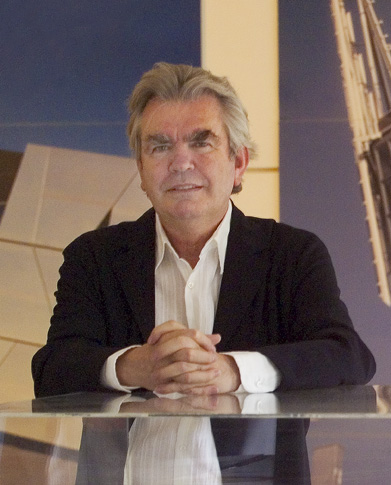
건축가 테리 퍼렐
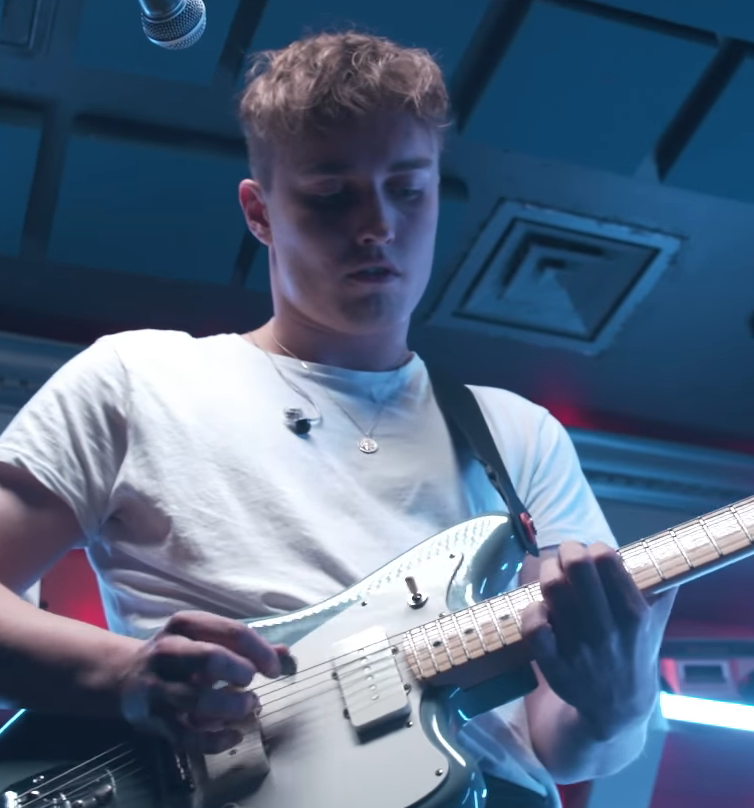
싱어송라이터 샘 펜더
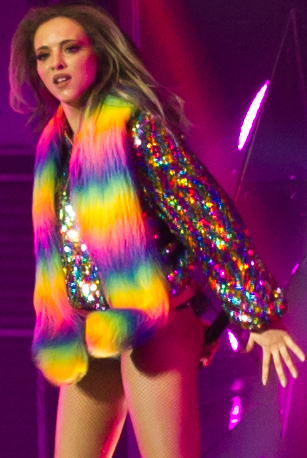
리틀 믹스의 제이드 설웰

## 자매 도시
- 미국 애틀랜타
- 노르웨이 베르겐
- 독일 겔젠키르헨
- 네덜란드 흐로닝언
- 이스라엘 하이파
- 인도네시아 공화국 싱카왕
- 스웨덴 말뫼
- 프랑스 낭시
- 오스트레일리아 뉴캐슬

## 같이 보기
- 노섬브리아 왕국
- 뉴캐슬 공항
- 타인 위어 메트로
- 게이츠헤드